# Напад на Дјеп
Напад на Дјеп, кодног назива Операција Јубилеј, догодио се 19. августа 1942. када су Савезници напали француски град Дјеп. Преко 6.000 војника требало је да освоји и држи град, да тестира немачку одбрану и прикупи поверљиве податке. Такође, напад је требало да намами немачки Луфтвафе у велики, отворени сукоб. Напад се завршио тешком катастрофом по Савезнике.

## Битка
Увече, 18. августа 1942, готово 240 различитих савезничких бродова приближило се Француској превозећи инвазионе снаге према циљу. У зору следећег дана почиње искрцавање на француску обалу. Немачке снаге су затечене и потпуно изненађене. Иако немачким јединицама заповеда способни немачки генерал Курт Цајцлер, сам Дјеп, место искрцавања, бране немачке другоразредне формације, што ипак Савезницима неће олакшати посао.
Близу француске обале део савезничког инвазијског бродовља напросто је налетело на један немачки конвој. Одмах је дошло до размене ватре и паљбе. Иако су немачки бродови потопљени, посаде на обали су узбуњене и фактор изненађења је отпао. Након искрцавања на западном сектору командоси постижу успех уништењем гнијезда обалске артиљерије код мјеста Варенгевил. Но, код градића Пус, Канађани су налетели на уску плажу врло стрмих литица начичкану њемачким фортификацијама на обали. Иако се неколико војника успело попети на обалу, велика већина остала је у води до појаса, под паљбом пушкомитраљеза и минобацача. Више од 200 војника канадских јединица овде је погинуло, а због снажне паљбе онемогућена је и правовремена евакуација, па су Канађани присиљени на предају. Од 27 тенкова који су се успјели искрцати на обалу, само 15 се пробило, али су налетевши на противоклопне препреке заустављени у напредовању.
Код места Порви Савезници су успешно извели искрцавање и продрли три километра у унутрашњост где су снажном паљбом ипак заустављени. Присиљени су на повлачење и трпе велике губитке. Упркос очигледном неуспеху акције, савезничка команда направила је и другу неопростиву војничку грешку. На обалу су искрцане резервне снаге које такође страдају под снажном паљбом. На послетку, око 11.00 часова стиже наредба за прекид операције па су преживели војници бродовима пребачени у Уједињено Краљевство.

## Последице
Након само неколико сати борбе готово 4.400 савезничких војника је погинуло, рањено или заробљено. Током искрцавања дошло је и до велике ваздушне битке. Британски РАФ силно је настојао помоћи и заштитити јединице на земљи. У тој бици изгубљено је 106 британских и 13 канадских авиона. Луфтвафе је имао незнатне губитке у авионима.
Иако војнички погрешно, Савезници су нешто и научили: дошло се до врло значајних спознаја о амфибијском искрцавању, које ће се касније спровести у Нормандији. Савезничке формације научиле су да треба избегавати густе немачке фортификације на обали, потреба за темељним планирањем и поморско–ваздушно бомбардовање обале, потреба за обавештајном припремом акције, увезивање комуникација између јединица и израду специјалних возила за десант. Но, Немци су такође дошли до неких спознаја, па су касније надоградили и ојачали Атлантски бедем.
Како су највеће губитке имале управо канадске јединице, британском генералштабу упућена је замерка да животе војника из земаља Комонвелта сматра много јефтинијим од живота британских војника.